# Vitrina

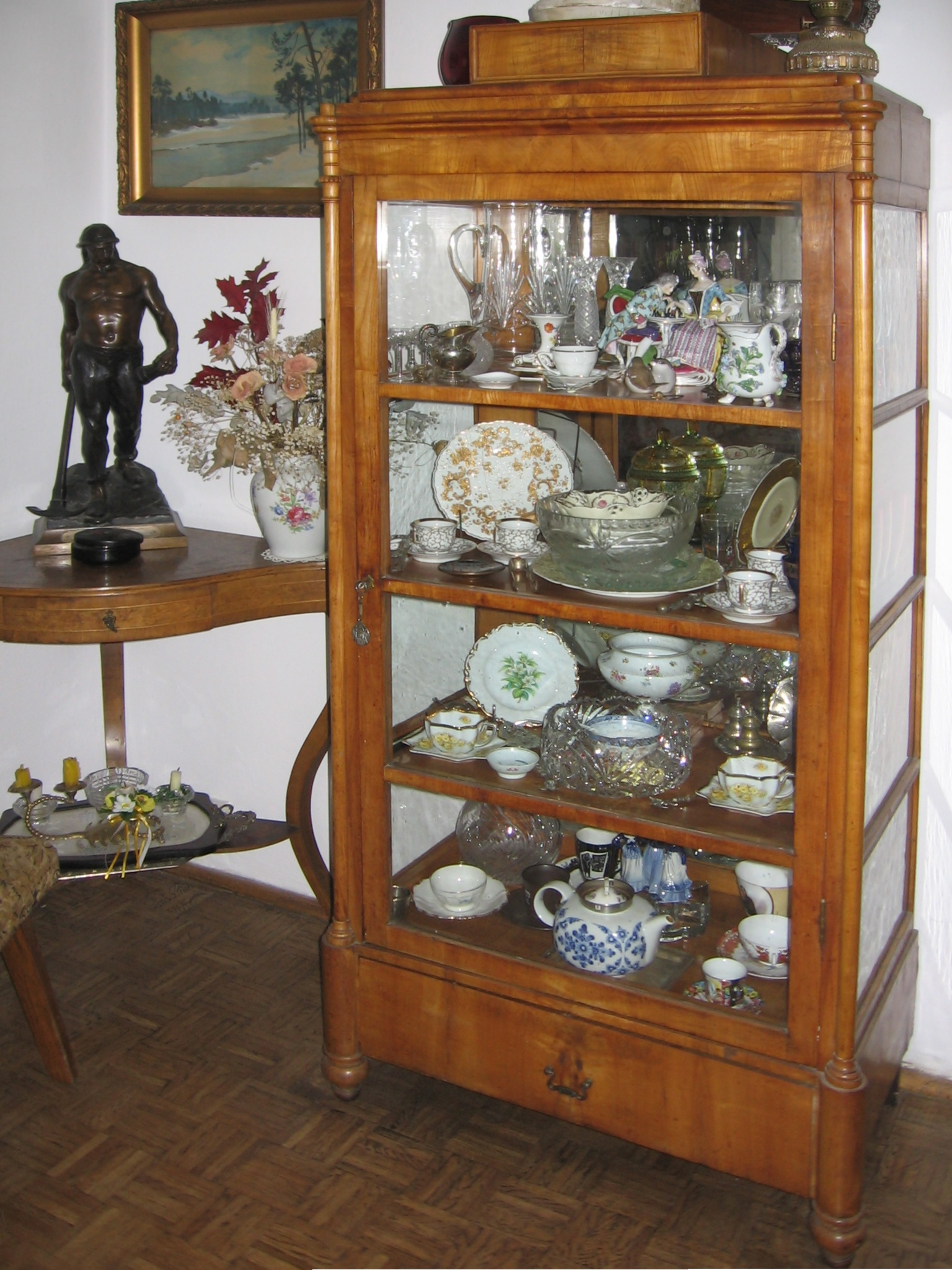
Vitrina domèstica amb vaixella i cristalleria

Una vitrina (del francès, vitrine) és un moble tancat i envidrat, per tal de deixar veure el que conté, que s'utilitza per a exposar articles fràgils o valuosos: porcellana, joies, llibres antics, vaixella, etc. La vitrina preserva els articles de la pols i els allunya de l'abast de persones poc curoses i del públic en general.
Aquest moble fa la seva aparició durant el regne del rei Lluís XVI de França (1754-1793) sota l'aspecte d'un armari petit, molt sobri i les portes vidrades del qual deixen aparèixer els bibelots o la quincalla que hi són exposats i la valoració dels quals és accentuada per una ornamentació molt discreta. Models petits foren fabricats per a ser posats damunt una calaixera.
El moble vitrina o moble vidrat ha donat lloc a la creació d'una gran diversitat de mobles d'apartament, generalment de dimensions modestes, amb dues portes vidrades darrere de les quals una sèrie d'objectes d'una mateixa natura és exposada a la vista de tots:
- argentera per l'argenteria,
- aparador per a la vaixella i bibelots,
- biblioteca per als llibres,
- minibar i moble de celler,
- part vidrada d'un moble de sala d'estar (trinxant),
- part vidrada d'element alt de moble en filera d'una cuina,
- moble baix sota el televisor,
- col·leccions diverses : miniatures, armes, etc.
- element de presentació en un museu, a una escola
- mobles vitrina o vitrina refrigerada de botiga.

Les vitrines són mobles propis de la llar però també es troben en comerços i en els museus per a contenir els objectes que s'hi exhibeixen.
Les vitrines per a la llar són verticals i es fabriquen en fusta de diverses classes (teca, pi, etc.). Consten d'un o diversos prestatges en els quals es col·loquen els articles de forma organitzada i estètica. Posseeixen una porta frontal que es tanca amb clau i estan envidrades tant en la seva part frontal com als laterals. Algunes tenen armari sobre calaixos inferiors en què es guarda objectes menys adequats per a l'exposició.

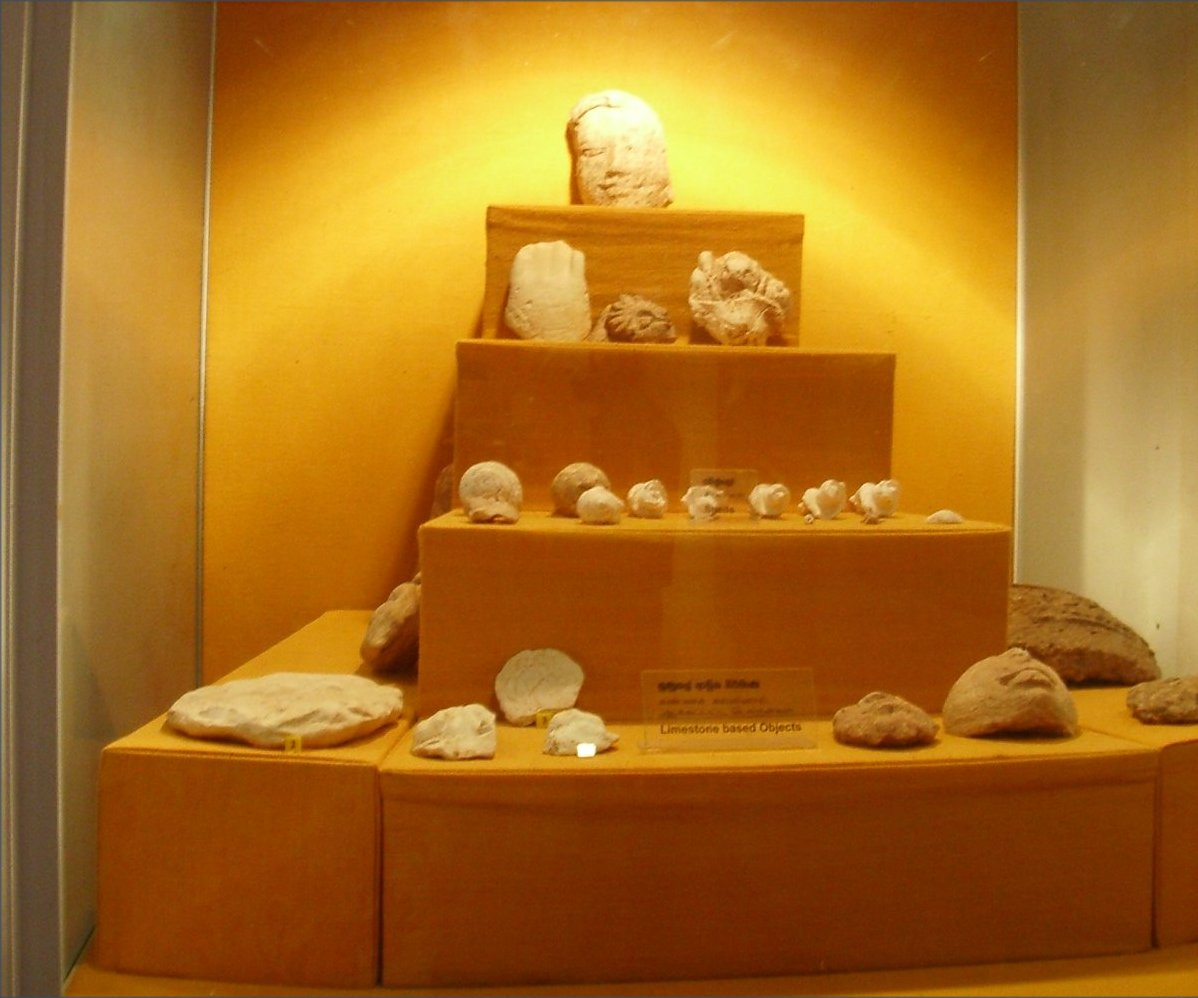
Vitrina en un museu

 En nombrosos museus, sobretot, en els arqueològics i d'arts decoratives, els objectes s'exposen en vitrines tancades amb una gran superfície envidrada fet que millora la seva visibilitat interior. També hi ha vitrines de configuració horitzontal en què es mostren els objectes que per les seves característiques s'han de visualitzar des de dalt.
En els comerços, també s'utilitzen vitrines però amb característiques més funcionals. Es tracta de mobles en molts casos, desmuntables, amb bases de fusta, perfils de metall i portes corredisses. Són pròpies d'establiments de joieria, bijuteria, articles de la llar i boutiques de moda, entre d'altres.